# Охватское сельское поселение
О́хватское се́льское поселе́ние — муниципальное образование в составе Пеновского района Тверской области.
Центр поселения — посёлок Охват.
Образовано в 2005 году, включило в себя территории Мошаровского, Охватского и часть территории Серёдкинского сельских округов.

## Географические данные
- Общая площадь: 571,4 км²
- Нахождение: южная часть Пеновского района
  - Граничит:
    - на севере — с Чайкинским СП
    - на северо-востоке — с городским поселением посёлок Пено
    - на востоке — с Серёдкинским СП
    - на юго-востоке — с Селижаровским районом, Шуваевское СП и Дмитровское СП
    - на юге — с Андреапольским районом, Луговское СП
    - на западе — с Ворошиловским СП

Основные реки — Жукопа, Тюзьма, Орлинка (бассейн Волги) и Двинец, Студеница, Горянка (бассейн Западной Двины). Озёра — Охват, Соблаго, Орлинское. Считается, что около небольшого озера Корякино (Двинское) находится исток Западной Двины.
Поселения пересекают железнодорожная линия Бологое — Великие Луки и автодорога от магистрали «Москва — Рига», и далее — Андреаполь — Пено — Хитино (Осташковский район).

## Население
| 2005 | 2010 | 2011 | 2012 | 2013 | 2014 | 2015 |
| ---- | ---- | ---- | ---- | ---- | ---- | ---- |
| 1194 | ↘951 | ↘950 | ↘928 | ↘898 | →898 | ↘868 |
| 2016 | 2017 | 2018 | 2019 | 2020 |      |      |
| ↘862 | ↘850 | ↘810 | ↘769 | ↘737 |      |      |

На 1.01.2008 — 1200 человек.

## Населенные пункты
На территории поселения находятся 26 населенных пунктов:
| №  | Населённый пункт | Тип     | Население |
| -- | ---------------- | ------- | --------- |
| 1  | Бдынь            | деревня | 1         |
| 2  | Борки            | деревня | 1         |
| 3  | Бородино         | деревня | 0         |
| 4  | Горка            | деревня | 44        |
| 5  | Грылево          | деревня | ↘25       |
| 6  | Зимник           | посёлок | 1         |
| 7  | Карманькино      | деревня | 1         |
| 8  | Колобово         | деревня | 1         |
| 9  | Кузнечки         | деревня | 49        |
| 10 | Лаврово          | деревня | 0         |
| 11 | Лауга            | деревня | 12        |
| 12 | Макарово         | деревня | 1         |
| 13 | Мариница         | деревня | 9         |
| 14 | Минькино         | деревня | 5         |
| 15 | Митино           | деревня | 6         |
| 16 | Михайлово        | деревня | 0         |
| 17 | Мошары           | деревня | ↘74       |
| 18 | Новоселье        | деревня | 13        |
| 19 | Озерцы           | деревня | 1         |
| 20 | Охват            | посёлок | ↘410      |
| 21 | Селехово         | деревня | 1         |
| 22 | Соблаго          | посёлок | ↘283      |
| 23 | Суходол          | деревня | 1         |
| 24 | Холм             | деревня | 0         |
| 25 | Цалпаны          | деревня | 1         |
| 26 | Щеверево         | деревня | 0         |

## История
С XVIII века территория поселения входила:
- в 1708—1727 гг. в Санкт-Петербургскую (Ингерманляндскую 1708—1710 гг.) губернию, Тверскую провинцию,
- в 1727—1775 гг. в Новгородскую губернию, Тверскую провинцию,
- в 1775—1796 гг. в Тверское наместничество, Осташковский уезд,
- в 1796—1929 гг. в Тверскую губернию, Осташковский уезд,
- в 1929—1935 гг. в Западную область, Пеновский район,
- в 1935—1944 гг. в Калининскую область, Пеновский район
- в 1944—1957 гг. в Великолукскую область, Пеновский район
- в 1957—1963 гг. в Калининскую область, Пеновский район
- в 1963—1973 гг. в Калининскую область, Осташковский район
- в 1973—1990 гг. в Калининскую область, Пеновский район
- с 1990 в Тверскую область, Пеновский район.

В середине XIX-начале XX века деревни поселения относились к Давыдовской и Грылевской волостям Осташковского уезда.